# 堺市立深井小学校
堺市立深井小学校（さかいしりつ ふかい しょうがっこう）は、大阪府堺市中区にある公立小学校。

## 沿革
明治時代初期に大鳥郡深井村に設置された「大鳥郡第四区郷学校」を起源とする。幾度かの校名の変遷を経て、深井尋常小学校となった。1902年には現在地に移転している。
太平洋戦争の際には、堺市中心部にある堺市安井国民学校（現在の堺市立安井小学校）が学童集団疎開の対象となったことに伴い、同校の児童を受け入れている。
1980年代になり、堺市立東深井小学校・堺市立深井西小学校の2小学校を相次いで分離している。

### 年表
- 1872年6月18日 - 大鳥郡第四区郷学校として創立。
- 1873年5月1日 - 泉州第六十七番小学校となる。
- 1875年 - 大鳥郡公立深井小学校となる。
- 1880年 - 北深井に分校を設置。
- 1884年 - 北深井の分校を廃止。
- 1887年 - 大鳥郡深井簡易小学校に改編。
- 1891年 - 大鳥郡深井尋常小学校に改編。
- 1894年 - 深井村大字畑山を東山尋常小学校[1]に委託し、東山校の校区とする。
- 1896年4月1日 - 郡の合併により、泉北郡深井尋常小学校と称する。
- 1902年12月12日 - 現在地に校舎を移転。
- 1904年 - 深井村大字畑山の東山尋常小学校への委託を解除し、同地区を本校に復帰。
- 1934年9月21日 - 室戸台風で校舎倒壊。
- 1941年4月1日 - 国民学校令により、泉北郡深井国民学校に改称。
- 1942年7月1日 - 深井村が堺市に編入したことに伴い、堺市深井国民学校に改称。
- 1945年 - 堺市安井国民学校からの集団疎開受け入れ。
- 1947年4月1日 - 学制改革により、堺市立深井小学校に改称。
- 1950年9月3日 - ジェーン台風で校舎大破。
- 1964年 - 校歌制定。
- 1982年4月1日 - 堺市立東深井小学校を分離。
- 1986年4月1日 - 堺市立深井西小学校を分離。

## 通学区域
- 堺市中区 深井北町・深井沢町・深井清水町・深井中町・深井水池町のそれぞれ一部。

卒業生は基本的に堺市立深井中央中学校に進学する。

## 交通
- 南海泉北線 深井駅 北西へ約1km。